# Denis C. Twitchett
Denis Crispin Twitchett (23. september 1925 i London - 24. februar 2006 i Cambridge) var en britisk sinolog.
Twitchett var docent fra 1954 til 1956 ved University of London, derefter fra 1956 til 1960 ved University of Cambridge. Han besatte lærestole for sinologi i London (1960–68), Cambridge (1968–80) og Princeton (1980–94). Fra 1967 var han medlem af British Academy.
Han er kendt for sit arbejde med at kompilere monumentalværket The Cambridge History of China, et arbejde som næsten var fuldført da han døde.

## Eksterne links
- Obituary, London Times Arkiveret 5. august 2011 hos  Wayback Machine